# كويزي عديم الرائحة
كويزي عديم الرائحة (الاسم العلمي: Cantharellus inodorus) هو نوع من الفطريات يتبع جنس الكويزي من فصيلة الكويزية.